# 바르샤바에서 무릎 꿇기

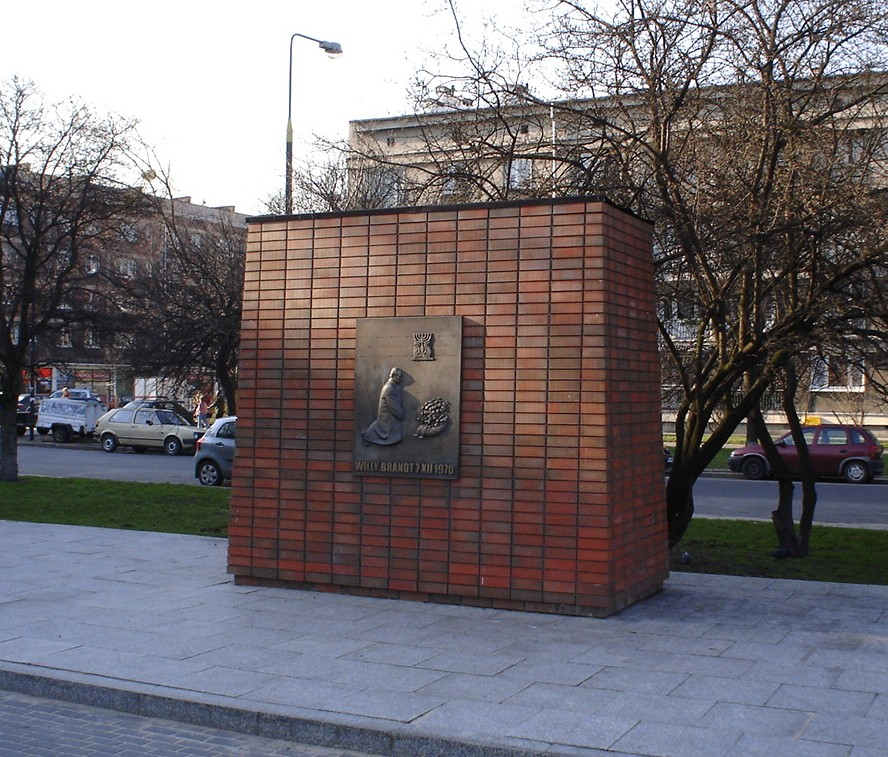
폴란드 바르샤바에 설치된 바르샤바에서 무릎 꿇기 기념비

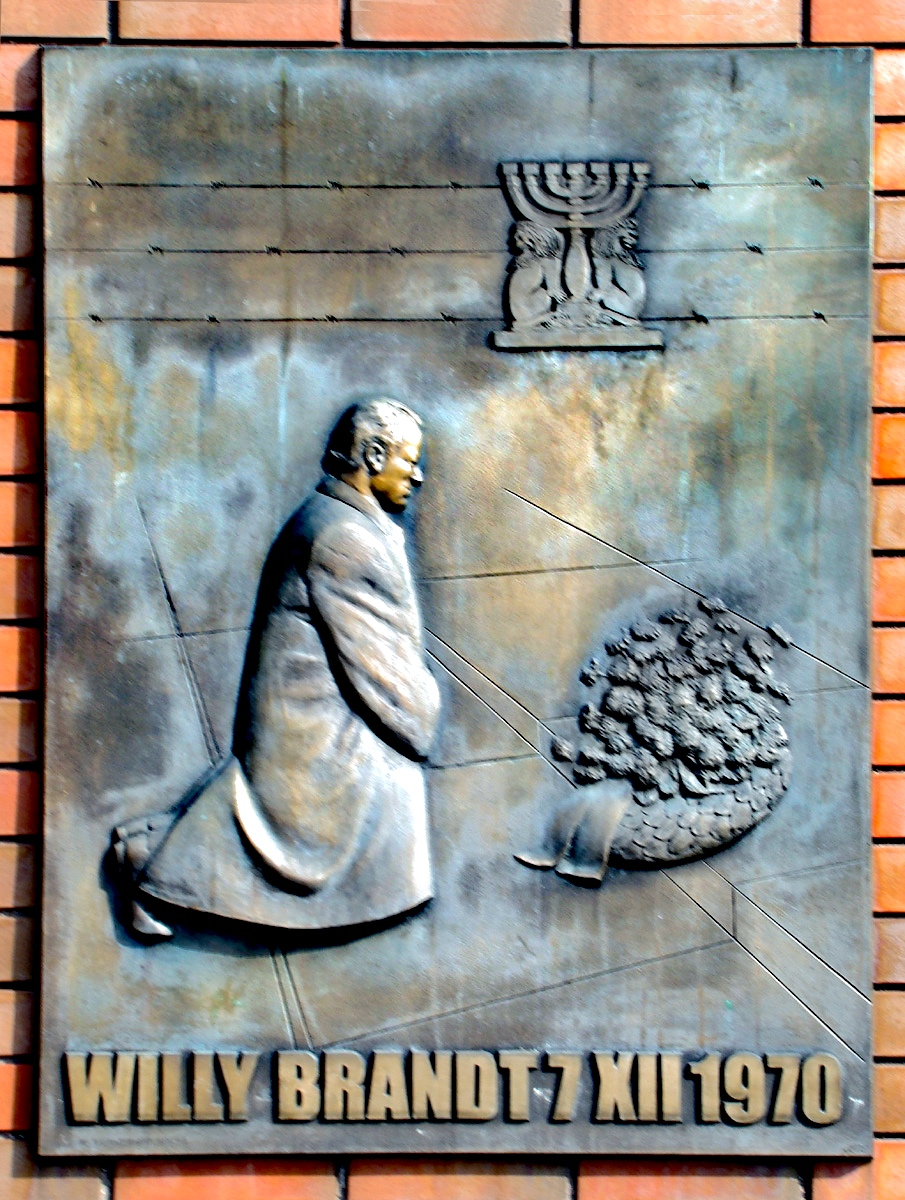
폴란드 바르샤바에 설치된 빌리 브란트 기념 부조

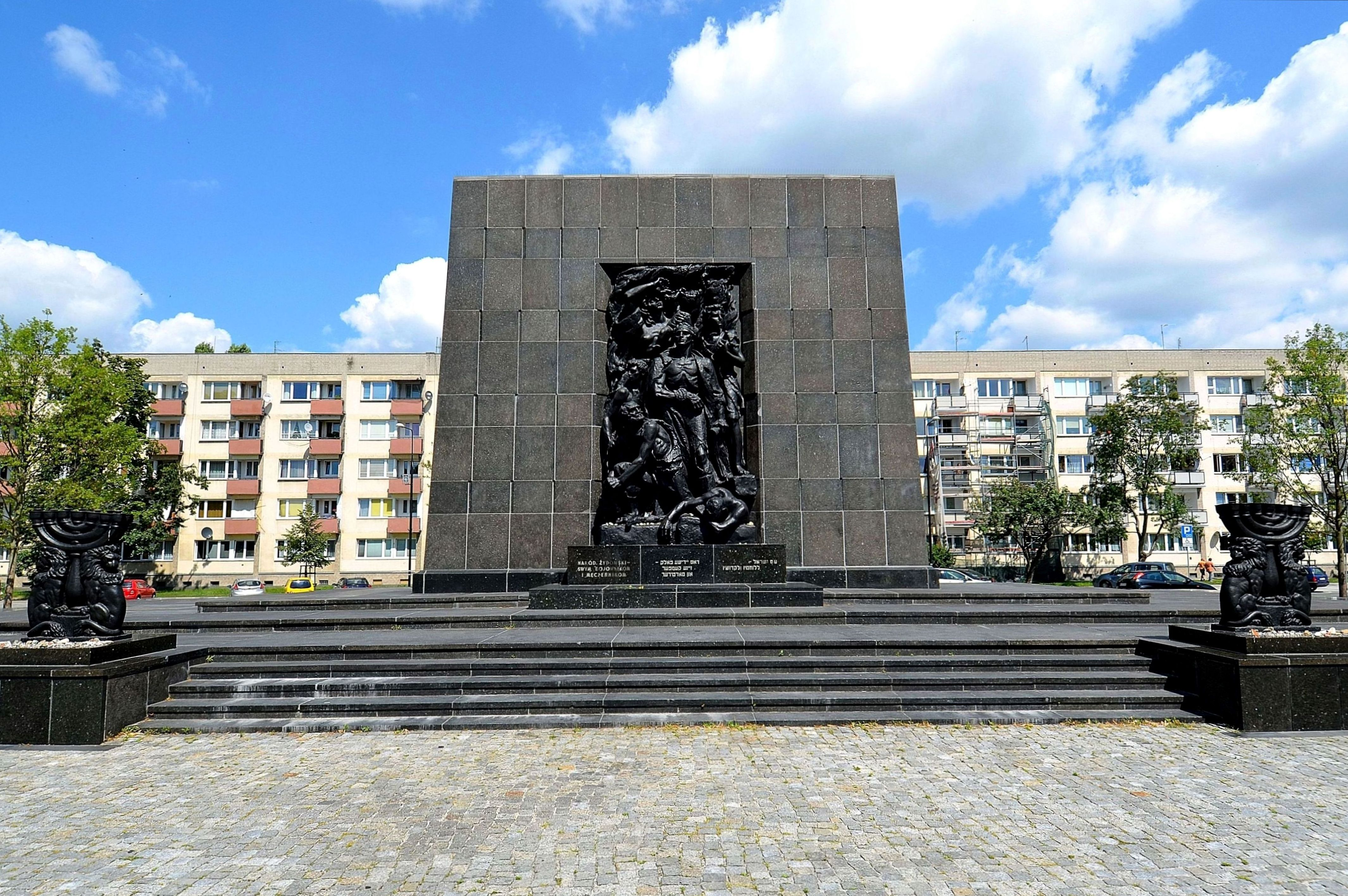
바르샤바 게토 영웅 기념비

바르샤바에서 무릎 꿇기(독일어: Kniefall von Warschau)는 1970년 12월 7일 폴란드를 방문 중이던 빌리 브란트 서독 총리가 바르샤바에 있는 바르샤바 게토 봉기 희생자를 추모하는 기념비 앞에서 무릎을 꿇은 사건이다.
빌리 브란트의 행동은 나치 독일이 일으킨 제2차 세계 대전의 전쟁 범죄에 대한 반성의 의미로 해석되었다. 빌리 브란트는 서독과 동구권 국가 간의 관계 개선에 나선 공로를 인정받아 1971년에 노벨 평화상을 수상했다.